# Fahr zur Hölle Hollywood
Fahr zur Hölle Hollywood (Alternativtitel auf Video: Die Hölle von Hollywood; Originaltitel: An Alan Smithee Film: Burn Hollywood Burn) ist eine US-amerikanische Filmkomödie aus dem Jahr 1998. Regie führte Arthur Hiller, das Drehbuch schrieb Joe Eszterhas.

## Handlung
Der Film besteht aus mehreren wie Interviews aufgebauten Teilen, die mit Off-Stimmen kombiniert werden. Der Filmeditor Alan Smithee wird mit der Regie eines Actionfilms mit großem Budget beauftragt, in dem Jackie Chan, Whoopi Goldberg und Sylvester Stallone spielen. Das Studio schneidet den fertigen Film um, worauf Smithee meint, der Film sei schlechter als Showgirls geworden. Er stellt fest, dass er das übliche Pseudonym Alan Smithee nicht sinnvoll verwenden kann, weil es sein realer Name ist. Darauf zerstört Smithee die einzige Kopie des Films. Er wird ins englische Keith Moon Psychiatric Institute eingeliefert.
Smithee gilt als verschollen, sein Verschwinden wird in den Medien besprochen. Unter anderen wird die Titelseite des Branchenblattes Variety gezeigt. Die Produzenten beauftragen einen Privatermittler mit der Suche nach ihm. Das Studio will sich später rächen, indem eine Filmbiografie über Smithee produziert wird.

## Kritiken
Roger Ebert schrieb in der Chicago Sun-Times vom 27. Februar 1998, der Film sei „spektakulär schlecht“ – inkompetent, unwitzig, lahm geschrieben, schlecht ausgeführt und gespielt. Die meisten der vielen Prominenten hätten keine Vorstellung, wer sie seien.
Das Lexikon des internationalen Films schrieb, der Film sei ein „halbherziger Versuch, mittels des 1955 von der Directors Guild of America geschaffenen Pseudonyms ‚Alan Smithee‘ eine Parodie auf das Geschäftsgebaren Hollywoods zu entwerfen“. Er sei „in jeder Hinsicht dürftig“ und könne „freilich an keiner Stelle dem Studiosystem gefährlich werden“.

## Auszeichnungen
Der Film erhielt im Jahr 1999 die Goldene Himbeere in fünf Kategorien; vier davon galten Joe Eszterhas für sein Drehbuch, für seine Nebenrolle und für den Song I Wanna Be Mike Ovitz!. Die fünfte Goldene Himbeere erhielt Ben Myron in der Kategorie Schlechtester Film. Außerdem wurde der Film in vier Kategorien für die Goldene Himbeere nominiert, darunter für Regie sowie für die Darstellungen von Ryan O’Neal und Sylvester Stallone. Im Jahr 2000 wurde er für eine weitere Goldene Himbeere als Schlechtester Film der Dekade nominiert.

## Hintergründe
Der Film wurde in Los Angeles gedreht. Seine Produktionskosten betrugen schätzungsweise 10 Millionen US-Dollar. Der Film spielte in den ausgewählten Kinos der USA ca. 44.000 US-Dollar ein. In einigen Ländern wie Portugal und Großbritannien wurde er direkt auf Video veröffentlicht.
Da der Regisseur Arthur Hiller mit dem Schnitt unzufrieden war, wurde sein Name im Abspann durch das häufig verwendete Pseudonym Alan Smithee ersetzt.